# 知りつくされて
「知りつくされて」（しりつくされて）は、2007年4月18日に発売された沢田美紀の5枚目のシングル。

## 概要
- B面の「薔薇のように躍らせて」は、テレビ埼玉・テレビ神奈川・千葉テレビ『ダンスは一番』のテーマソング。

## 収録曲
1. 知りつくされて
2. 知りつくされて(オリジナルカラオケ)
3. 知りつくされて(男性キーカラオケ)
4. 薔薇のように躍らせて
5. 薔薇のように躍らせて(オリジナルカラオケ)
6. 薔薇のように躍らせて(男性キーカラオケ)

何れも、作詞：荒木とよひさ／作曲：杉本眞人